# José Luiz Datena
José Luiz Datena (Ribeirão Preto, 19 de mayo de 1957) es un periodista, locutor y presentador de televisión brasileño.

## Trayectoria
Su trabajo fue en una radio de su ciudad natal.
Estrenó en la Rede Bandeirantes como periodista deportivo, donde actuó como reportero y locutor, participando de la cobertura de los principales eventos deportivos en Brasil y en el exterior. En esa época, Datena creó el acrónimo que la emisora de João Jorge Saad mantiene actualmente: "Band".
En 1996, entró en el equipo deportivo de la TV Record. En esa emisora, se consagró como reportero deportivo, donde ganó más notoriedad comandando el programa policial Cidade Alerta.
Conduce Brasil Urgente y el programa SP Acontece en la Rede Bandeirantes.
Además de conducir programas periodísticos policiales, conduce Quem Fica em Pé? (Versión Brasileña del formato israelí Lauf Al Hamilion del canal Arutz Eser)